# 3092 Херодот
3092 Херодот (енгл. 3092 Herodotus) је астероид. Приближан пречник астероида је 35,07 ,
а средња удаљеност астероида од Сунца износи 3,534 астрономских јединица (АЈ).
Инклинација (нагиб) орбите у односу на раван еклиптике је 10,940 степени, а орбитални период износи 2427,188 дана (6,645 година). Ексцентрицитет орбите астероида износи 0,122.
Апсолутна магнитуда астероида износи 11,00 а геометријски албедо 0,057.
Астероид је откривен 24. септембра 1960. године.